# Улица Григория Кочура (Чернигов)
Улица Григория Кочура (укр. Вулиця Григорія Кочура) — улица в Новозаводском районе города Чернигова, исторически сложившаяся местность (район) Новая Подусовка. Пролегает от предприятия «Спецтехника» до улиц Черкасская и Евгения Гуцало.
Примыкают улицы Евгения Гребёнки, Степана Носа, Александра Невского.

## История
Был проложен в 1960-е годы, вместе в другими улицами 1-й очереди застройки Новой Подусовки (Новоподусовского жилого массива), и был застроен индивидуальными домами.
Переулок Гайдара получил название с переименованием 18-я Колеи на улицу Гайдара в 1960 году — в честь советского детского писателя Аркадия Петровича Гайдара.
12 февраля 2016 года переулок был преобразован в улицу, получив современное название — в честь советского украинского поэта Григория Порфирьевича Кочура, согласно Распоряжению городского главы В. А. Атрошенко Черниговского городского совета № 46-р «Про переименование улиц и переулков города» («Про перейменування вулиць та провулків міста»).

## Застройка
Улица проложена в юго-западном направлении со стороны ж/д линии Чернигов-Горностаевка к ж/д линии Чернигов—Семиходы. Парная и непарная стороны улицы заняты усадебной застройкой, застройка улицы начинается после примыкания улицы Степана Носа. 
Учреждения: нет. 